# L'Empire des Cinq
L'Empire des Cinq ou Askadis – La Légende de l'empire perdu (魔境伝説アクロバンチ, Makyō Densetsu Akurobanchi) est un anime japonais de 24 épisodes, réalisé par Jūzō Tsubota et Yū Yamamoto (山本優), produit par la société Kokusai Eigasha (国際映画社), et diffusé du 5 mai au 24 décembre 1982 sur Nippon Television.
Au Québec, la série a été diffusée à partir du 2 septembre 1985 sur Super Écran,, et en France à partir du 16 octobre 1985 sur Antenne 2, dans l'émission Récré A2.

## Synopsis
Dans la deuxième moitié du XXIe siècle, le professeur Randō (Kossig en VF) et ses enfants travaillent dans une ferme aquatique high-tech au Japon (au Canada dans la VF). Celui-ci leur révèle l'existence du trésor de Quetzalcóatl (Askadis en VF), caché on ne sait où et capable de sauver l'humanité du chaos. Trésor qui intéresse particulièrement les Logors, peuple démoniaque vivant au centre de la Terre. Ceux-ci détruisent la ferme des Kossig, qui fuient grâce au robot géant Acrobunch (Thorn-Rock en VF). Chaque camp se met en quête du Trésor, voyageant aux quatre coins du monde.

## Épisodes
1. À la recherche du trésor
L'histoire raconte la recherche du fabuleux trésor d'Askadis par un groupe de héros. Dans la deuxième moitié du XXIe siècle, le monde était au bord de la guerre nucléaire. Heureusement, la sagesse de quelques-uns a permis d'éviter une tragédie, et la planète Terre a retrouvé la prospérité.
L'épisode commence par quelques scènes bucoliques avec Antoine et Ulrich, les deux plus jeunes enfants des Kossig, qui jouent avec un dauphin, ce qui inquiète les robots H2 et SO4 et irrite Jill, leur plus grande sœur. Quentin et Mathieu, les deux grands frères de la famille, entrainent Antoine dans les airs et le laissent tomber vers le laboratoire de leur père. Antoine découvre le projet secret du professeur Kossig, un gigantesque robot nommé Thorn-Rock.
Un ami du professeur Kossig essaye de convaincre la communauté scientifique de la réalité du trésor d'Askadis, mais se heurte au scepticisme moqueur de ses collègues. Tous les savants ne sont pas restés insensibles à cette communication à l'académie des sciences, et l'un d'entre eux décide d'en informer le mystérieux chef des Logors, Daros, qui vit caché avec son peuple dans les profondeurs de la Terre.
Pendant ce temps, les Kossig travaillent à extraire des fragments de roche dans le sous-sol sous-marin. Les enfants parviennent à convaincre leur père de leur expliquer ce qu'il cherche : il leur révèle qu'il recherche depuis plus de vingt-cinq ans le plus fabuleux trésor de toute l'histoire de l'humanité, voire de l'univers. Il a l'intention de partir à l'aventure avec ses trois fils. C'est alors que l'ami du professeur Kossig entre en contact avec le père des enfants, et lui apprend que son rapport a été rejeté par l'académie, mais que les Logors, êtres redoutables et prêts à tout, sont décidés à s'emparer du trésor, avant d'être assassiné par un appareil Logor.
Immédiatement après, la ferme sous-marine des Kossig est attaquée et détruite par les vaisseaux Logors. La famille Kossig parvient à survivre à cette attaque en se réfugiant dans Thorn-Rock. Tous les enfants sont maintenant décidés à se battre contre les Logors et à retrouver le trésor d'Askadis.
Daros est cependant mécontent du travail de ses hommes, et fait appel à ses quatre chefs de guerre : les démons de la destruction (Ténébror/Ténébros), de la cruauté (Sanguino), de la luxure (Blanca) et de la fourberie (Azuro).
2. Une étrange lueur
L'épisode commence avec la présentation de Thorn-Rock par Quentin. La famille se répartit les différentes parties de leur robot-vaisseau : les deux bras-motos pour Jill et Ulrich, les deux jambes-voitures pour Quentin et Mathieu. Antoine est chargé de seconder le professeur Kossig dans le cou du robot. Les Kossig procèdent à un essai de désassemblage et d'assemblage de Thorn-Rock.
Au cours de l'assemblage, Jill rate une manœuvre et tombe au sol, sans être blessée.
Puis, Antoine et Ulrich vont faire des courses au village voisin, et découvrent un vaisseau Logor (commandé par Sanguino).
Pendant ce temps, Daros, le chef des Logors, apprend que le trésor d'Askadis est situé à la Montagne Déserte. Les Kossig parviennent à la même conclusion de leur côté en étudiant un fragment de roche. Lorsque Thorn-Rock parvient à la Montagne Déserte, il découvrent un rayon lumineux au sommet.
Les Logors font leur apparition, et le premier combat entre nos héros et le peuple des ténèbres a lieu. Pendant le combat, un appareil Logor se pose près du sommet et des soldats débarquent : ils sont alors anéantis par une gigantesque explosion.
Les Kossig devisent finalement sur le trésor et les nombreux pièges qui le défendent.
3. La chanson sacrée
Une nouvelle aventure attend la famille Kossig dans les Andes, qui part retrouver le professeur Larentèle dans le désert d'Atacama. Ce professeur leur parle d'une chanson très ancienne intitulée « la Lumière de l'Espace », connue seulement de quelques initiés, dont un vieil homme appelé Pichica. Le professeur leur dit aussi avoir reçu la visite de deux inconnus qui ont tenté de s'emparer de ses notes : des Logors ?
Larentèle demande donc aux Kossig de récupérer ses notes et de retrouver le vieil homme parti dans la montagne.
Les Logors délèguent à Ténébros la tâche de rechercher le trésor d'Askadis dans les Andes. Antoine et Mathieu partent donc à moto et en voiture, mais Mathieu tombe en panne. Antoine parvient au village et rencontre un accueil plutôt réservé des villageois, à l'exception de la petite-fille de Pichica, qui lui raconte que des Logors sont venus à la recherche de Pichica et ont terrorisé le village.
Pendant ce temps, Quentin et Ulrich tombent dans une embuscade Logor, mais se défendent. Antoine et Atica, la petite-fille de Pichica, sont capturés par les Logors et découvrent que Pichica est lui aussi prisonnier des Logors. Quand les Logors menacent de fouetter Atica malgré la résistance d'Antoine, Pichica révèle l'endroit où se trouve la porte secrète du passage des mille croyances.
Au cours du combat qui s'ensuit entre les Kossig et les Logors, la moto d'Antoine est touchée et tombe avec Atica et Pichica. Pichica demande à Atica de jouer la lumière de l'espace le plus fort possible, et la grotte dans laquelle se trouvaient les Logors s'effondre. Thorn-Rock, réassemblé, s'enfuit à travers le passage et les Logors se retrouvent piégés à l'intérieur de la grotte.
4. L'Atlantide
Thorn-Rock voyage au-dessus de l'océan Atlantique vers les Açores pour faire des recherches sur l'Atlantide, quand H2 et SO4 découvrent une île qui n'existait pas sur les cartes pourtant récentes. Toute la famille débarque donc sur l'île, peuplée notamment d'iguanes avec lesquels Mathieu a maille à partir. Antoine découvre un fragment de poterie qui rappelle d'autres fragments des îles Bikini au professeur Kossig.
Celui-ci décide d'aller voir sous la mer, et découvre une route sous-marine. Tous, sauf Mathieu resté à bord de Thorn-Rock, s'avancent en scaphandre quand le professeur Kossig et Antoine sont aspirés par un tourbillon géant.
Les Logors ont eux aussi décidé de rejoindre l'Atlantique nord, et les vaisseaux Logor approchent de Thorn-Rock. Mathieu demande à Quentin de rejoindre Thorn-Rock avec Jill et Ulrich. Malgré les remords des deux filles, Quentin accepte. Mathieu récupère le petit groupe alors que les Logors arrivent.
Antoine et son père se retrouvent sous l'île, qui se révèle être une partie de l'Atlantide. La bataille s'engage avec les Logors, et Thorn-Rock est désassemblé pour faire face au nombre des vaisseaux Logors.
Le tourbillon géant réapparaît et emmène tout le monde au centre de l'île. Un mystérieux cristal lumineux apparaît alors au sommet d'une statue, mais l'endroit s'effondre.
5. Escapade en Afrique
Le professeur Kossig emmène sa famille en Afrique afin de découvrir des indices sur la disparition de la mystérieuse civilisation qui a créé le trésor d'Askadis. Faisant halte au Congo, les Kossig rencontrent un homme mourant qui leur demande de sauver son frère Christophe et leur parle d'un fabuleux trésor. Malgré l'espoir manifesté par Antoine et par Ulrich, leur père doute qu'il puisse s'agir du trésor d'Askadis.
Les membres de la famille prennent les commandes de leurs divers véhicules et partent à la recherche de Christophe, mais les Logors les repèrent. À cause d'une liane tendue en travers du chemin, Jill est projetée par-dessus le pare-brise de sa moto et se fait capturer par les indigènes. Les Logors, quant à eux, séquestrent Christophe et celui-ci leur parle du fabuleux trésor des Bantous. Ténébros croit qu'il s'agit peut-être du trésor d'Askadis. Pendant ce temps, Jill est soumise à un début de rite sacrificiel. L'un des indigènes empoigne le haut de sa robe d'adolescente et en arrache un large fragment de tissu, dévoilant fugitivement sa poitrine que nul soutien-gorge ne couvrait. Puis les indigènes portent Jill sur un pavois, auquel elle est enchaînée, vêtue d'une autre robe et coiffée d'un diadème à plumes, et ils l'entraînent vers une destination inconnue. Quand les Kossig arrivent pour la sauver, elle a disparu ainsi que les indigènes. Ils sont alors surpris par les Logors. Heureusement, H2 et SO4 surgissent aux commandes de Thorn-Rock, tandis que les Logors jettent Christophe dans le vide et le désintègrent.
Thorn-Rock et les Logors s'affrontent à nouveau. Jill est suspendue par une corde au-dessus d'un lac de lave. Sa vêture est celle d'une femme adulte : elle porte une longue robe rouge fendue latéralement, au décolleté plongeant, et ses hautes bottes blanches ont été remplacées par des sandales à lanières, lacées jusqu'à mi-mollet. Les rayons que dardent les vaisseaux des Logors finissent par trancher l'arbre auquel est fixée la corde. Le corps de Jill est sur le point de s'abîmer dans la lave, lorsque Thorn-Rock s'élance vers elle et la recueille dans la paume de sa main de métal. Une montagne scintillante semblait renfermer un trésor, mais il s'avère que son scintillement émane de composants naturels. Cette montagne ne s'apparente donc pas au trésor d'Askadis.
6. La vraie fin de l'Atlantide
Les hommes de Blanca éliminent des plongeurs sous-marins près des Açores. Les Kossig les affrontent sous la mer, et au cours du combat, Quentin laisse la vie sauve à Blanca. Les explosions de la bataille font apparaître l'Atlantide. Peu après, une lumière jaune illumine le fond de l'océan.
En appuyant sur un panneau, le professeur Kossig déclenche une projection qui révèle la fin de l'Atlantide. Au cours de la fin tragique des habitants de cette île, une pyramide verte lumineuse est aperçue dans le lointain.
Antoine se dit qu'il devait s'agir du trésor d'Askadis, mais son père n'en est pas si sûr. Blanca tire alors sur les Kossig mais les rate.
Alors, la voûte s'écroule mais tous réussissent à s'échapper.
7. Le mystère de Stonehenge
Le professeur Alexandre Kossig retrouve à Stonehenge une amie qu'il n'avait pas revue depuis vingt-cinq ans, Anne-Marie. Autrefois elle lui avait préféré Tom, qui est mort récemment dans un accident.
Tandis que les Kossig s'approchaient de Stonehenge à bord de Thorn-Rock, un fragment de roche trouvé au Congo s'est mis à réagir, et le professeur pensait demander à Tom de déchiffrer les inscriptions écrites dessus. Anne-Marie met en garde ses hôtes contre un énorme puma qui rôde dans la région. Lorsque la nuit est tombée, Antoine se met à la recherche de la bête, mais il est attaqué près de Stonehenge par ce puma, lequel est accompagné d'un homme masqué à cape noire.
Les autres enfants arrivent sur ces entrefaites, et le puma s'enfuit non sans avoir arraché un bras à H2.
Peu après, l'homme masqué se montre près d'Anne-Marie, dépose un mot lui enjoignant de le retrouver à Stonehenge le lendemain, et dérobe une page des notes que consultait Alexandre. Il est surpris par Alexandre et celui-ci se lance à sa poursuite. L'homme masqué se révèle être Tom réincarné en Logor.
Le lendemain matin, Anne-Marie retrouve Tom, mais Alexandre intervient. Tom s'enfuit alors avec l'aide du puma par un passage secret.
Quentin découvre le passage, et tous partent à la recherche de Tom. Il a emmené Anne-Marie avec lui. Tom profite de ses connaissances pour interpréter l'inscription du fragment de roche apporté par Alexandre. Le résultat de la traduction annonce que tout Stonehenge explosera lors de l'éclipse prochaine, et que le trésor d'Askadis n'est pas là.
Quentin, Jill et Ulrich sont rentrés dans Thorn-Rock, tandis que les autres Kossig tombent dans un piège où Anne-Marie sert d'appât. Les Logors les emprisonnent avec le puma. Anne-Marie, qui a reconnu Blacky, parvient à calmer l'animal, et, finalement, Tom révèle la vérité aux Kossig et les exhorte à s'enfuir avec Anne-Marie. Pendant ce temps, Thorn-Rock affronte dans les airs un gigantesque robot de combat. Sous son thorax massif, entre ses maigres jambes articulées, se dresse un énorme canon, flanqué d'une lourde paire de turbines. Ce robot est piloté par Sanguino. Après avoir assisté à une gigantesque explosion qui détruit simultanément le site de Stonehenge et plusieurs vaisseaux des Logors, tous les Kossig ainsi qu'Anne-Marie sont sains et saufs. Tom a sacrifié sa vie pour empêcher les Logors de rattraper Anne-Marie et son vieil ami Alexandre.
8. La princesse Elina
Les Logors observent l'explosion d'une étoile appelée Imaya, près de Sirius. Le grand prêtre des Logors apprend à Daros que c'est un présage bénéfique qui annonce le réveil d'une princesse en Égypte.
Pendant ce temps, un savant fait appel au professeur Kossig car il a entendu une voix lui demander de réveiller la princesse Irina, enfermée dans un sarcophage dans une pyramide. Le savant s'est réveillé et a découvert la princesse. Un peu plus tard, le savant et le professeur Kossig parviennent à réveiller la princesse maintenue en léthargie. Elle révèle au professeur qu'elle connaît bien le trésor d'Askadis, mais n'en dit pas plus.
Elle réclame une « boule de vérité » qui se trouvait près d'elle, mais met en garde les enfants Kossig : ils ne doivent pas toucher la boule en ayant une mauvaise pensée en tête, sous peine de mourir dans la seconde. De fait, lorsque Quentin, Antoine et Ulrich retrouvent la boule, elle a déjà tué de nombreux voleurs.
Cependant, Ténébror parvient à s'en emparer en la faisant léviter.
La princesse accepte alors de suivre Ténébror, car elle doit suivre sa boule de vérité. Ténébror l'interroge, mais elle affirme ne savoir que le fait que le trésor d'Askadis est une légende ancienne.
La princesse est interrogée par Daros, et se met alors en sommeil en touchant sa boule. Ténébror la ramène à la pyramide, mais est attaqué par les Kossig, qui parviennent à faire chuter le vaisseau des Logors. Quentin récupère la princesse, et l'emmène près de la pyramide, comme le demande au savant la voix mystérieuse.
Près de la pyramide, des illusions de sphinx et de pyramides se mettent en place, et la princesse entre dans sa boule devenue grande, et part pour le fin fond de l'univers…
9. Visite à Persépolis
Le professeur Kossig pense que le trésor d'Askadis doit avoir un rapport avec les ruines de Persépolis, en Iran. Ulrich et Antoine décident de partir sur leurs motos, sans avertir les autres, pour explorer les ruines. Ils contemplent le palais construit par Darius le Grand, ainsi qu'une statue représentant un griffon.
Ils sont surpris par les hommes du prince Alta, descendant de Darius, qui se présente comme le protecteur du trésor d'Askadis. Alta enlève Ulrich. Antoine échoue à suivre ses traces, mais Alta est suivi par plusieurs voitures, pilotées par des Logors.
Durant la nuit, Alta se renseigne sur les Kossig. Il apprend que les Kossig recherchent le trésor pour son intérêt scientifique et historique, comme le lui a dit Ulrich, et non pas pour sa valeur ou pour la puissance qu'il procure. Le lendemain matin, Alta prétend savoir où est le trésor d'Askadis, mais refuse de le montrer à Ulrich. Elle doit retourner chez son père et lui conseiller de poursuivre leur voyage.
Il est en train d'expliquer à Ulrich qu'Alexandre le Grand était lui aussi à la recherche du trésor d'Askadis, quand Blanca surgit avec une escouade de Logors armés. Elle oblige Alta à révéler la cachette du trésor d'Askadis.
Alta affirme qu'il faut attendre la pleine lune et déplacer le griffon impérial. En fait, Alta conduit les Logors vers un piège dont le déclenchement en élimine un certain nombre. Blanca blesse alors Alta et ordonne aux Logors de regagner leurs appareils.
Alta demande à Ulrich de le conduire au griffon. Un bras passé autour des épaules de la jeune fille, Alta lui révèle qu'on lui avait confié la garde d'un piège destiné à ceux qui cherchaient le trésor d'Askadis.
Le griffon est une machine de guerre redoutable, qui permet à Alta de détruire plusieurs appareils des Logors. Au cours de cette bataille, Thorn-Rock étrenne son épée.
Le griffon d'Alta vient s'écraser sur le vaisseau amiral des Logors et ceux-ci s'enfuient.
10. Un monde féerique
Thorn-Rock voyage en Écosse et le professeur Kossig envoie ses filles Ulrich et Jill rencontrer Elsie Griffith, qu'il a connue à l'université. Cette femme a consacré sa vie à étudier le monde des fées.
En entrant dans ce pays, les deux jeunes filles doivent abandonner leur véhicule, se laver et changer de vêtements. Elsie leur parle des fées, des lutins et des farfadets qui se rassemblent tous les trois cents ans pour la fête des Esprits.
Elle raconte qu'elle n'a pas réussi à faire admettre leur existence aux scientifiques. Cependant, elle demande à Ulrich et Jill de s'en aller, car leur présence effraierait les esprits bénéfiques.
Pendant ce temps, les forces cosmiques ordonnent aux Logors de se rendre en Écosse. Blanca demande à Daros de lui confier cette mission. Elle ordonne à ses hommes de tuer les habitants des collines enchantées où vit Elsie.
Les Kossig interviennent et séparent Thorn-Rock. Antoine et son père aident les habitants à se sauver, et retrouvent Elsie.
Les Logors font débarquer des dizaines de vierges pour invoquer l'esprit du mal : "Forces du mal, esprits démoniaques, apparaissez, nous vous attendons !" (bis). Ulrich, Jill et Elsie décident alors d'invoquer les esprits bénéfiques pour contrecarrer les plans des Logors :
"Forces du bien, créatures féériques, apparaissez, nous vous en conjurons !" (bis) Finalement, les créatures féériques apparaissent après les montres démoniaques, mais le bien triomphe du mal.
Elsie interroge les créatures féériques sur le trésor d'Askadis, mais celles-ci n'en ont pas connaissance.
11. Romance tragique
Cet épisode se déroule dans le grand désert d'Arabie. Malencontreusement, Antoine et Quentin s'enlisent dans des sables mouvants quand une jeune fille les sauve juste à temps, qui prétend s'appeler Nala, la princesse de Saba.
Quentin apprend que Nala a persuadé quelques villageois de l'aider à recherche un trésor dans le désert, mais que ces villageois ont disparu mystérieusement. Quentin retrouve Nala, qui lui raconte qu'elle a le souvenir d'un grand palais en or entouré de jardins magnifiques et de champs cultivés.
Toute la famille Kossig décide alors d'explorer les ruines du voisinage, Quentin accompagnant Nala. Celle-ci explique qu'avant de commencer des recherches dans le temple, il faut adresser une prière au Grand Esprit.
Le "grand esprit" se révèle être Blanca, qui oblige les villageois à travailler pour elle et capture Ulrich, Mathieu, Jill et leur père. Ils sont enchaînés à la paroi rocheuse d'une grotte. Blanca fouette Ulrich, lacérant les vêtements de la jeune fille et faisant apparaître la moitié de sa poitrine (qui était nue sous le débardeur). Blanca menace ensuite de tuer Mathieu, mais Quentin intervient en lançant ses couteaux. Nala, qui accompagnait Quentin, réussit à délivrer les Kossig en esquivant les tirs des Logors, mais la situation prend mauvaise tournure. Thorn-Rock surgit alors de la roche, Antoine étant aux commandes.
Nala part retrouver Blanca, et Quentin court à sa suite. Blanca s'échappe, mais Nala et Quentin découvrent le paradis dont Nala avait le souvenir.
Quentin et Nala s'embrassent, et Nala s'en va vers le paradis de ses rêves.
12. Échec à Daros
Le professeur Kossig a l'intention d'aller fouiller les fonds sous-marins au large des îles Centaurines, dans la mer Égée. Un employé du bureau de délivrance des permis de fouiller les mers de la région en informe Daros, qui ordonne alors à Blanca de détruire Thorn-Rock.
Celui-ci fouille donc sous la mer à l'aide de son bras-foreur, mais est surpris par une embuscade des Logors. Les Kossig décident de séparer Thorn-Rock, mais la bataille tourne à l'avantage des Logors. Les Kossig utilisent alors un écran de camouflage sous-marin et se dissimulent au fond de la mer. Les légendes Logor parlent d'un fabuleux trésor situé sur une des îles Centaurines, les Cyclades, autour de l'île Délos.
Quentin affronte à nouveau Blanca, et endommage son appareil. Celle-ci doit remonter à la surface, mais réussit à endommager la voiture de Quentin. Celui-ci est secouru par sa famille, mais Daros fait son apparition. Grâce à son épée, Thorn-Rock vient à bout de Daros, qui en fait n'était qu'une projection mentale du chef des Logors.
13. Babylone
C'est le 300e anniversaire de Daros, le chef des Logors. Ceux-ci vivent depuis près de 10 000 ans dans les ténèbres des profondeurs de la Terre, et comptent sur le trésor d'Askadis pour vivre à la surface de la planète. Ténébros (alias Azuro) part sur les indications du grand prêtre pour Babylone, où se trouvent déjà les Kossig.
Un comité d'admirateurs de Babylone, dont Isaac, un des vieux amis d'Alexandre Kossig, a entrepris de reconstruire l'antique Babylone. Pour ne pas attirer l'attention des Logors, le professeur Kossig et Antoine décident de se rendre dans la ville mythique incognito à l'aide d'une des voitures qui forment les jambes de Thorn-Rock, tandis que le reste de la famille reste prêt à intervenir.
De fait, les Logors s'approchent de Babylone, ce qui oblige les enfants à se montrer, mais ceux-ci sont pris en chasse par les vaisseaux Logors et doivent se camoufler dans une oasis. Quentin envoie dans le ciel trois missiles dans l'espoir que les Logors les prendront pour les Kossig. Puis Quentin parvient à endommager la soucoupe de Sanguino.
Pendant ce temps, les Logors menés par Ténébros entreprennent d'anéantir Babylone, et Antoine appelle les autres enfants à la rescousse. Thorn-Rock est réassemblé pour combattre les Logors.
Non loin de là, Blanca et Ténébros (alias Azuro) observent le combat et aperçoivent une étoile de la Grande Ourse qui brille anormalement, et des colonnes de lumière montent d'une tour de Babylone. Ténébros ordonne de tout détruire. Thorn-Rock parvient à détruire un robot Logor en réunissant ses ailes blanches en une épine dorsale.
Un tourbillon lumineux balaye alors tous les belligérants… Le lendemain, Isaac retrouve Thorn-Rock ensablé. La ville de Babylone a de nouveau été détruite, mais personne n'a été tué.
14. Une légende venue du froid
Le professeur Kossig se rend compte que le trésor apparaît dans des villes ayant abrité des civilisations anciennes. Les radars apprennent aux Kossig que les Logors ont abattu un avion en se rendant dans le Groenland. Sanguino a fait prisonnières des femmes inuits, et veut savoir qui d'entre elles transmet les vieilles légendes.
Les Kossig approchent du Groenland, et leurs fragments de roche réagissent, indiquant la proximité du trésor. Mathieu s'est déjà rendu dans cette région lorsqu'il faisait ses études.
Arrivé sur les lieux, Mathieu, accompagné d'Antoine, retrouve Koto, une inuit qu'il connaissait, qui lui apprend que les Logors ont tué tous les hommes de son village. Les deux enfants appellent le reste de la famille à la rescousse pour combattre un robot Logor, et réassemblent Thorn-Rock. Le robot Logor préfère interrompre le combat après une brève échauffourée. Koto, pourtant amoureuse de Mathieu, est forcée d'attirer toute la famille Kossig dans un piège des Logors dans une grotte.
Pendant la bataille, la grotte s'effondre et les Logors s'échappent. Les Kossig pardonnent à Koto, qui leur révèle que lorsque la Terre s'ouvrira et que le ciel sera éclairé par les sept couleurs, un fabuleux trésor apparaîtra. Effectivement, une aurore boréale est visible dans le ciel, et un séisme laisse émerger une montagne de glace. Les Logors suivent Thorn-Rock et celui-ci entreprend de percer le vaisseau amiral de Sanguino.
Les Logors s'enfuient, et un cristal d'énergie apparaît, qui revient aux Kossig. Mathieu promet de venir retrouver Koto lorsqu'ils auront enfin trouvé le trésor d'Askadis.
15. La vengeance
Les Logors ont un nouvel ennemi, dont le regard brille par instants, et qui pose une bombe dans les chantiers de forage des Logors.
Alertés par une éruption soudaine et inattendue, les Kossig et les Logors se rendent en Asie mineure, près de Cavados. Trois familles descendent directement de Noé, dont celle du comte Gomel.
Antoine et Jill partent se promener dans les environs et observent un inconnu jeter des fleurs appelées des "miroirs des rochers" dans un précipice. L'inconnu, qui a le regard qui brille, sauve les deux jeunes gens d'un lézard venimeux.
Le professeur Kossig découvre le comte Gomel mourant, blessé par les Logors, qui lui apprend que les Logors ont volé une des trois pierres précieuses des trois familles. Ces pierres sont destinées à révéler un fabuleux trésor destiné à sauver quelques initiés en cas de nouvelle punition divine.
Dans la salle à manger de Thorn-Rock, Jill, qui observe pensivement l'horizon, voit un homme dévaler une falaise, et le regarde ensuite se battre contre des soldats Logors. Cet inconnu s'appelle Mickaël, et porte un tatouage en diable noir sur le bras. Il parvient à reprendre la pierre rouge des Gomel, et est attaqué par Ténébros qui n'hésite par à lui faire donner la chasse par un vaisseau Logor. Mickaël est un ancien Logor, qui a choisi de se marier avec Maria, une terrienne de la région de Cavados. Les Logors l'ont puni en jetant Maria dans un ravin, et Mickaël n'a dû la vie qu'aux soins d'un prêtre. Dans sa fuite, Mickaël doit sauver Jill, qui s'était cachée tout près de là, et prend soin d'elle dans une forêt avant de disparaître mystérieusement.
Le professeur Kossig se rend bien vite compte que les Logors ont déjà mis la main sur la pierre jaune des Hébais, la seconde famille descendante de Noé. Ténébros arrive chez les Kazan, la troisième famille, et vainc les défenses vaillantes des occupants de la maison. Parvenu à l'intérieur, Mickaël s'interpose en tuant tous les soldats Logors. Ténébros (alias Azuro) prend alors en otage le patriarche de la famille Kazan, mais celui-ci préfère se sacrifier en lançant à Mickaël sa pierre bleue. Cependant, Ténébros (alias Azuro) abat le patriarche et parvient à s'emparer des trois pierres. Les Logors se rendent alors sur le mont Arara dans une grotte où ils mettent en place les pierres précieuses des trois familles, ce qui ouvre un passage vers un vieux bateau en surplomb. Ténébros décide de retourner tuer Mickaël et les Kossig pour calmer son chef, Daros. Alexandre, Jill, Quentin et Mickaël se retrouvent pris au piège et vont succomber lorsque le vieux bateau prend une couleur dorée et qu'une apparition leur reproche de s'entretuer et les menace d'un châtiment. La grotte s'effondre alors, et les quatre amis s'échappent à l'extérieur. Ils voit tous les volcans se rallumer, le niveau de lave monter, Thorn-Rock brûler dans la lave, et enfin une arche de Noé descendre du ciel avec à son bord Maria, venue avec son fils chercher Mickaël. Celui-ci la rejoint dans un rayon de lumière et le lendemain matin, Antoine, Ulrich et Mathieu retrouvent le reste de la famille étendue sur le sol.
Le professeur Kossig interprète les récents évènements comme un rêve, tout en se disant que le trésor d'Askadis pourrait bien être dangereux ou bénéfique.
16. Retour en arrière
Après une fuite devant les Logors, le torse de Thorn-Rock, piloté par le professeur Kossig et par Antoine, est touché par des bombes lancées par les Logors, et doit se poser en catastrophe. Alexandre Kossig revoit alors en rêve les évènements qui l'ont conduit à lutter contre les Logors.
Ainsi, on peut voir un remake des épisodes 1, 2, 4 et 6, mettant l'accent sur les scènes de bataille et introduisant les quatre types de robots des quatre chefs de guerre logors. On apprend aussi que dans l'épisode 4, le cristal d'énergie a échu aux Logors. Il ne s'agit pas d'extraits des premiers épisodes qui auraient été remontés, mais d'une version redessinée, mise en scène différemment et aux dialogues modifiés.
À la fin, le professeur Kossig revient à lui, et se voit entouré de ses cinq enfants.
17. Le temple d'Angkor
Le professeur Kossig apprend qu'un archéologue a aperçu un rayon lumineux contenant un cristal d'énergie près du temple d'Angkorvat, vestige de l'art Khmer, et décide de s'y rendre, de même que les Logors.
Les Kossig sont alors aux prises avec un assaut sans précédent des Logors, qui ont lancé contre eux des forces innombrables. Après en avoir détruit un grand nombre, Thorn-Rock doit se séparer et fuir. Au cours de la fuite, Antoine veut attaquer quelques appareils Logors, et manque d'être abattu. Quentin doit alors jeter sa voiture volante devant le rayon mortel pour le protéger.
Les Kossig abandonnent Quentin tombé au sol et se retrouvent à quelques kilomètres de là. Quentin, qui a survécu sans dommage à l'accident, s'extrait de sa voiture endommagée et s'enfonce dans la jungle lorsqu'il découvre des robots Logors et décide de grimper dessus subrepticement, ce qui le mène au temple d'Angkorvat où il a une altercation avec Ténébror, qui aboutit à la destruction d'un robot Logor et déclenche une réaction en chaîne qui révèle un grand rayon lumineux bleu pâle surgissant du sol, ce qui attire les autres Kossig, occupés à rechercher Quentin, ainsi que les Logors, qui récupèrent Ténébror.
H2 a réparé la voiture de Quentin, et Thorn-Rock est réuni ce qui permet aux Kossig de détruire quelques robots Logors. Pendant ce temps, les phénomènes lumineux s'intensifient au-dessus du temple : un cristal d'énergie apparaît et Thorn-Rock parvient à s'en emparer avant d'être violemment rejeté hors du rayon lumineux. Le combat entre les Kossig et les Logors prend fin lorsqu'une énorme coupole d'énergie englobe et détruit le temple.
À la fin de la bataille ne reste plus qu'un immense cratère d'où Thorn-Rock émerge.
Quentin est retrouvé abrité par un des robots Logors.
18. Un renfort précieux
Cet épisode se passe à Hokkaïdo, au Japon, chez la tribu des Kamuis, une branche éloignée des Logors, qui se distinguent d'eux par le fait qu'ils sont très pieux et très charitables.
Des avions des forces mondiales patrouillent dans les parages, et un d'entre eux, piloté par le lieutenant Harry Barnes, est abattu. Ce dernier est recueilli par un vieux Kamui, mais celui-ci reçoit la visite des Logors menés par Ténébros. Mathieu intervient alors et met en fuite les Logors. Le lieutenant Barnes aide alors Mathieu, aux commandes de sa voiture volante, à détruire un certain nombre de robots Logors. Une fois à l'intérieur de Thorn-Rock, le professeur Kossig et ses enfants réalisent que le gouvernement mondial s'est enfin décidé à prendre au sérieux le trésor d'Askadis. Seul, le Kamui ne partage pas l'allégresse générale, et prétend ne pouvoir parler du trésor d'Askadis qu'au possesseur du bâton sacré. Après un moment de doute, le professeur Kossig réalise qu'il possède bien le bâton sacré, qui serait en fait un cristal d'énergie. Le Kamui les emmène alors dans une grotte qui contient une statue d'apparence robotique,
le "protecteur du trésor d'Askadis". Le Kamui introduit dans la statue les deux cristaux d'énergie du professeur Kossig, et la statue prend vie, révélant qu'elle est un authentique robot vieux de plusieurs milliers d'années, et pourtant d'une technologie très avancée. Le robot s'envole hors de la grotte par un orifice dans le plafond, et part combattre les Logors, qu'il détruit sans difficultés, aidé de deux sabres ressemblant à de grands cristaux d'énergie. Seul le robot de Ténébros se montre capable de rivaliser avec le protecteur du trésor d'Askadis, qui s'enfonce sous l'eau et introduit les deux cristaux d'énergie dans une table sous-marine. Le robot Logor tente de s'interposer, mais Thorn-Rock l'en empêche et le Logor est rejeté loin dans le ciel.
Le protecteur du trésor parvient alors à une pyramide dorée dans une faille sous-marine, et se place dans une cavité dessinée à ses dimensions. La pyramide s'illumine, et Thorn-Rock qui l'observait est rejeté sur le rivage. Les deux cristaux d'énergie émergent des eaux et reviennent dans la main de Thorn-Rock. Les Kossig, le lieutenant Barnes et le Kamui observent alors l'eau redevenue calme, en se disant que le trésor est parti se mettre à l'abri.
19. Bataille dans le désert
Les forces armées mondiales, désormais mobilisées elles aussi contre les Logors, ont délégué le lieutenant Henri, qui affronte les Logors menés par le démon de la cruauté. Les Kossig réalisent que le trésor se déplace et apparaît dans des sites archéologiques. Thorn-Rock se rend donc dans le désert de Gobi sur les ruines de l'empire mongol. Les Kossig recueillent le lieutenant Henri, battu par les Logors, et les fragments de tablettes réagissent, prouvant la proximité du trésor d'Askadis. Le lieutenant Henri décide d'affronter seul les Logors à l'aide de renforts mais sans les Kossig et sans Thorn-Rock. Sanguino envoie un détachement spécial pour détruire Thorn-Rock. Celui-ci met en fuite les quelques Logors envoyés par Sanguino en employant notamment des lames arrondies au bout de chaînes. Pendant ce temps, les forces du lieutenant Henri sont tombées dans un piège et ont été décimées. Les Kossig sont gênés par une tempête de sable, et seule Jill retrouve le lieutenant Henri, l'empêchant de se sacrifier inutilement.
Les Logors découvrent une stèle marquée de signes de l'ancienne civilisation mongole, qui fait référence à une époque heureuse de prospérité avec la présence d'un messager des dieux, l'Askadis. Après s'être regroupé, Thorn-Rock affronte le robot du démon de la cruauté, alors qu'un ancien lac réapparaît dans la vallée ; l'Askadis échappe une nouvelle fois aux héros de l'empire des 5.
20. La guerre totale
Le professeur Kossig est reçu par le général commandant les forces militaires unifiées. Celui-ci s'excuse de l'incrédulité de la communauté mondiale, période révolue désormais.
Le professeur Kossig préfère continuer la recherche du trésor d'Askadis avec ses enfants et Thorn-Rock, et prédit l'apparition du trésor dans la vallée des parfums en Asie, sur la foi de calculs effectués par ses super-ordinateurs. Quentin, posté en sentinelle, repère en premier des Logors qui s'approchent du Quartier Général, et demande aux autres enfants de regagner Thorn-Rock. Les Kossig partent du QG des forces mondiales pour l'Asie alors que les militaires combattent les Logors menés par Sanguino, et ceux-ci se replient. Un des militaires est l'allié des Logors, et rapporte à Daros que la destruction des systèmes de communication à longue distance a pleinement réussi, mais que Thorn-Rock, grâce à la garde efficace de H2 et SO4, n'a pu être endommagé.
À bord de Thorn-Rock, Jill raconte l'histoire du prince Rhâma, à qui le prince Bouhrama a voulu voler sa femme et qui s'était défendu en employant des soucoupes dotées d'armes atomiques.
La théorie de la métempsycose, ou réincarnation, est introduite dans cet épisode. Parvenus à l'endroit voulu, Thorn-Rock creuse et découvre une porte dorée qui donne sur une grotte.
Munis des deux cristaux d'énergie en leur possession, les Kossig s'avancent et doivent affronter Blanca, qui parvient à s'emparer d'un des deux cristaux d'énergie. Lors du duel qui l'oppose à Quentin, les cristaux d'énergie s'entrechoquent et projettent l'image d'un couple très ancien, peut-être celui que formaient Rhâma et sa femme…
La grotte s'effondre, mais Quentin d'une part et Blanca d'autre part sont secourus. Un des deux cristaux d'énergie des Kossig revient donc dans cet épisode aux Logors, grâce au courage de Blanca.
21. Le début de la fin
Des sous-marins des forces mondiales sont détruits par les Logors en Arctique. Le général des forces mondiales et les Kossig s'interrogent sur la nature réelle du trésor d'Askadis : s'agirait-il d'une arme terrible capable de donner la victoire aux Logors ? Le professeur Kossig part alors avec ses enfants pour Shambarbah au Tibet. Daros organise la protection de son royaume, et charge Sanguino de la défense des terres du Sud, Ténébror de la contre-attaque, et Azuro et Blanca de la recherche du trésor à Shambarbah sur les conseils du grand prêtre des Logors.
Les Kossig sauvent un moine gelé dans la neige. La bataille fait rage entre les Logors et les forces alliées. Sanguino meurt dans la bataille, mais Ténébror parvient à prendre le contrôle du sud de la Terre. Azuro, le démon de la fourberie, se rend dans le monastère tibétain et somme le vénérable de le mener à Shambarbah, mais celui-ci lui explique que cela est impossible à de simples mortels. Le moine recueilli par les Kossig leur raconte qu'il attendait leur venue, et leur demande de l'accompagner à son monastère. Azuro met la main sur un cristal d'énergie caché dans un objet religieux, ce qui lui permet d'atteindre la ville fantasmagorique sacrée de Shambarbah. Thorn-Rock, quant à lui, y est transporté par la force mentale des moines tibétains.
Les Kossig placent un cristal d'énergie dans une cavité et voient apparaître l'esprit sacré de cette ville mythique. Malgré l'intrusion de Blanca, les Kossig récupèrent le cristal d'énergie du monastère, et ce signe montre que seul le professeur Kossig pourra trouver le trésor d'Askadis.
22. Le chasseur de rêves
Les Kossig, après avoir confié leurs fragments de tablettes à un membre de l'académie des sciences maintenant convaincu (qui qualifie le professeur Kossig de chasseur de rêves), se rendent aux géoglyphes de Nazca dans les Andes, où les pistes tracées sur le plateau s'illuminent.
Un savant les informe de l'existence d'ondes d'origines multiples et indéterminées qui seraient en rapport avec le trésor d'Askadis. Le grand prêtre, averti par des descendants des Logors réfugiés en Amérique du Sud (en relation probablement avec les anciens dignitaires nazis), en informe Daros, qui dépêche Ténébror. L'attaque surprise des Logors blesse mortellement le savant, et le professeur Kossig est sauvé de justesse. Les Kossig affrontent à bord de Thorn-Rock les Logors, et ont la surprise de recevoir le renfort de six répliques, toutefois indivisibles au contraire de l'original, de leur fabuleux robot, menées par le lieutenant Henri qui en profite du même coup pour demander Jill en mariage. Le professeur Kossig et ses enfants partent alors pour le « nombril du monde », l'île de Pâques.
23. La fin du mystère
De gigantesques cataclysmes ravagent maintenant la Terre. L'escadrille de Thorn-Rocks, après s'être débarrassée de l'avant-garde Logor, rejoint la famille Kossig sur l'île de Pâques.
Le lieutenant Henri et les Kossig discutent des nombreux raz-de-marée, tremblements de terre, ouragans qui se produisent simultanément. Le professeur Kossig comprend que ces cataclysmes, les ondes extra-terrestres et l'apparition du trésor d'Askadis sont liés, et que cette apparition coïncidera avec la fin du monde.
On repère aussi une gigantesque comète se dirigeant droit vers la Terre.
Le membre de l'académie des sciences appelle Alexandre Kossig pour lui expliquer que les fragments de tablettes assemblés forment un globe qui décrit les déplacements du trésor d'Askadis, lesquels sont calqués sur ceux de la famille Kossig, depuis leur départ de la ferme du Canada jusqu'à leur arrivée sur l'île de Pâques. Les déplacements de Thorn-Rock et de la famille Kossig ont exactement suivi ceux du trésor d'Askadis, comme si ce trésor avait décidé de promener Thorn-Rock et la famille Kossig à travers le monde, en prenant l'apparence de chacun des autres trésors que les Kossig ont aperçus au cours de leur périple. Ou comme si les Kossig étaient eux-mêmes le trésor d'Askadis !…
Émergeant des eaux au-dessus des îles Carolines, les Logors sont repérés par les forces mondiales, et un gigantesque combat s'engage. Les Thorn-Rocks qui volent en formation voient alors des taches multicolores dans l'océan, tandis que la plupart des lieux visités par nos amis s'illuminent tout à coup. Un faisceau de lumière bleue émerge des taches multicolores coalescentes, sans le moindre signal radar.
Quentin quitte le Thorn-Rock original pour en piloter une des répliques. Une autre réplique est détruite par Azuro. Le professeur Kossig, ayant à son bord quatre de ses enfants, décide de s'introduire dans le faisceau lumineux.
24. Askadis
Les derniers missiles nucléaires tirés depuis des bases lunaires n'ont pu stopper la comète, qui s'est scindée et a grossi. Quentin affronte Blanca et Azuro mais celui-ci révèle à la première qu'elle est la fille de Daros, et lui enjoint de rejoindre son père et de le protéger.
Parvenus près du cône de lumière, les Kossig trouvent un passage et sont attirés par une force irrésistible, puis jetés sur une construction formée d'une série d'anneaux horizontaux et d'une pyramide vert bouteille. Sur celle-ci s'affiche un symbole constitué d'un triangle inscrit dans un cercle autour duquel sont placés quatre gammas de petite taille. Le symbole clignote faiblement, et le professeur Kossig décide d'y placer ses deux cristaux d'énergie pour le faire briller.
Détectant l'approche des Logors, Thorn-Rock se sépare pour ne pas être repéré. Daros, entouré du grand-prêtre et de sa garde, introduit lui aussi successivement ses deux cristaux, tandis que, les Logors ayant tout de même trouvé les Kossig, ceux-ci réassemblent Thorn-Rock.
Daros place le troisième puis le quatrième cristal d'énergie, ce qui paradoxalement entraine une paralysie générale qui affecte tous les combattants alentour : le temps s'arrête et une voix s'élève qui s'adresse à l'assemblée, annonçant la fin prochaine de la Terre. Cette voix explique qu'elle représente ceux qui sont à l'origine de la vie sur Terre, avec au début une ère de prospérité fondée sur les civilisations de Mû et de l'Atlantide, et développe le thème de la métempsycose : de vie en vie, les âmes se propagent et revivent au sein de nos descendants et de nos successeurs. Nos créateurs auraient transmis leur savoir et leurs âmes de manière à créer une réplique d'une autre belle planète qui leur rappelait la Terre.
Malheureusement, les guerres qui s'ensuivirent aboutirent à l'enfouissement des continents arrogants jugés coupables. Les survivants, pour faire justice, condamnèrent les Logors, les seuls à porter des cornes, représentés par Daros, qu'on accusait d'être à l'origine des guerres précédentes. Les Logors vécurent donc dans l'enfer des profondeurs de la Terre, privés de la lumière du soleil. Cependant, de nouvelles guerres se succédèrent tandis que quelques-uns se transmettaient les cristaux d'énergie en souvenir de la période heureuse qu'ils appelaient l'Askadis : ce n'était donc pas une source de pouvoir ou de richesse, mais une vertu de paix, de bonheur et d'harmonie… La voix mystérieuse réclame alors un cinquième cristal d'énergie, qui n'a jamais été trouvé mais que vient remplacer l'épée de Thorn-Rock. De nombreuses personnes venues du monde entier s'amassent pour rejoindre l'Askadis.
Avant le cataclysme final, au cours duquel la Terre s'enflamme et disparaît, l'activation de l'Askadis permet de sauver les âmes et donc les vies de quelques-uns des couples que nous connaissons : Antoine et Anita, Quentin et Blanca (qu'en est-il de Nala ?), Jill et le lieutenant Henri, Ulrich et Alta, Mathieu et Koto, Alexandre et sa femme Laura, qui parviennent à travers la galaxie, guidés par un tunnel de poussières d'étoiles, à une nouvelle planète…
Leurs réincarnations et toute leur famille peuvent alors vivre en paix sur la planète qui leur est destinée…

## Voix françaises
- François Leccia : Mathieu
- Edgar Givry : Quentin
- Jackie Berger : Jill
- Amélie Morin : Ulrich
- Luq Hamet : Antoine
- Sady Rebbot : Professeur Kossig (1re voix)
- Albert Augier : Professeur Kossig (2e voix)
- Pierre Trabaud : SO4, H2 (2e voix), divers démons
- Francis Lax : H2 (1re voix) et narration
- Joëlle Fossier : Blanca, démon de la luxure
- Claude Dasset : Daros

### Génériques

#### Chanson du générique français
- ASKADIS
  - musique de Jacques Revaux et Jean-Pierre Bourtayre
  - paroles de Paul Persavon
  - interprété par Jean-Jacques Cramier
  - édition de musicales de NARCISSE X 4
  - disques RAG

##### Japonais
- Ouverture : Yume no Kariudo
  - Auteur : Yū Yamamoto
  - Compositeur : Masayuki Yamamoto
  - Interprète : Yukio Yamagata

- Fin : Nagisa ni hitori
  - Auteur : Yū Yamamoto
  - Compositeur : Masayuki Yamamoto
  - Interprète : Isao Taira

## DVD
La série a fait l'objet de deux éditions sur le format DVD.
- Askadis - La légende de l'Empire Perdu (Coffret 5 DVD-9) sorti le 24 octobre 2005 édité par IDP Home Vidéo et distribué par Manga Distribution. Le ratio écran est en 1.33:1 plein écran 4:3. L'audio est en Français 2.0 Dolby Digital sans sous-titres et sans suppléments. Les copies ne sont pas restaurées. Il s'agit d'un fourreau cartonné fin contenant cinq boitiers amaray. L'édition est Zone 2 Pal.
- L'Empire des 5 - édition collector (Boitier 5 DVD-9) sorti le 5 juin 2010 édité par IDP Home Vidéo et distribué par Manga Distribution. Le ratio écran est en 1.33:1 plein écran 4:3. L'audio est en Français et Japonais 2.0 Dolby Digital avec présence de sous-titres français. Les copies sont remastérisées. Il s'agit d'un digipack cartonné ciré solide contenant un livret exclusif de 28 pages sur la série. L'édition est Zone 2 Pal. (ASIN B003L0X5Z8)